# Juhász András (betyár)
Juhász András (Geszt, Somogy vármegye, 1840 körül – Karos, 1868. december 4.) somogyi betyár volt. Életéről kevés adat maradt fenn, azokat is többnyire a korabeli históriák és ponyvaballadák őrizték meg. A hagyomány szerint víg kedélyű betyár volt. Mivel a tiszttartónak nem tudott elszámolni a rábízott juhokkal, így bujdosásra, rablásra kényszerült. Valószínűleg ehhez kapcsolódik egy ponyvaballada jellegű ének, mely az osztopáni bíró megöléséről szól.
Osztopáni veres biró

Az akasztófára való

Az állotta el utamat

Elvette a disznóimat,

Disznaimat mind elvette,

Kaposvárra jelentette.
Ezt az újabb keletű dalt Juhász Andrásról is éneklik, állítólag a gyilkosságot követően feladta magát a bírónál, hogy tettét megmagyarázza és kegyelmet kérhessen. Ám ez a valóságban nem történt meg. Több másik gyilkosság is fűződik a nevéhez és bandájához. Az elfogásáról szóló monda szerint Juhász Andrást a neki otthont adó szőlőpincének tulajdonosa jelentette fel, hogy a vérdíjat elnyerhesse. Más történetek arról tanúskodnak, hogy a falubeliekkel való verekedés áldozata lett. Megint más történetek arról számolnak be, hogy egy szép menyecske juttatta Juhász Andrást pandúrkézre. Mondában és dalban egyaránt megmaradt az a mozzanat, hogy Juhász saját maga megvendégelte a pandúrokat, mielőtt azok börtönbe vitték.